# Fallacipsyche adelpha
Fallacipsyche adelpha är en fjärilsart som beskrevs av Jean Bourgogne 1977. Fallacipsyche adelpha ingår i släktet Fallacipsyche och familjen säckspinnare. Inga underarter finns listade i Catalogue of Life.